# 奥尔卡胡埃洛-德拉谢拉
奥尔卡胡埃洛-德拉谢拉，是西班牙马德里自治区的一个市镇。总面积24平方公里，总人口105人（2001年），人口密度4人/平方公里。